# Cierucha (wieś)
Cierucha (biał. Церуха; ros. Терюха, Tieriucha; pol. hist. Teriucha) – wieś na Białorusi, w obwodzie homelskim, w rejonie homelskim, w sielsowiecie Cierucha, nad Cieruchą i przy drodze magistralnej M8.
W XIX i w początkach XX w. położona była w Rosji, w guberni mohylewskiej, w powiecie homelskim. Następnie w granicach Związku Sowieckiego. Od 1991 w niepodległej Białorusi.
Urodził tu się rosyjski matematyk Wasilij Jermakow.